# Pheleuscelus brachiatus
Pheleuscelus brachiatus es una especie de coleóptero de la familia Attelabidae.

## Distribución geográfica
Habita en Brasil.